# GSC4492-1761
GSC4492-1761 — хімічно пекулярна зоря спектрального класу A2, що має видиму зоряну величину в смузі V приблизно  9.7.
.